# Foreign Affairs (album)
Pour les articles homonymes, voir Foreign Affair (homonymie).
Albums de Tom Waits
Small Change
(1976) Blue Valentine
(1978)
Foreign Affairs est le cinquième album du chanteur Tom Waits sorti en 1977.

## Historique
Le chanteur développe et expose sa technique vocale. L'album fut enregistré aux studios Filmways/Heider Recording de Hollywood simultanément avec l'orchestre en studio, sans re-recording. La chanson Burma-Shave évoque Corinne, la cousine de Tom Waits

## Titres
Toutes les chansons sont de Tom Waits, sauf mention autre.
Face A
1. Cinny's Waltz (Instrumental) – 2:17
2. Muriel – 3:33
3. I Never Talk to Strangers – 3:38[3]
4. Medley: Jack & Neal/California, Here I Come(California, Here I Come écrit par Joseph Meyer, Buddy DeSylva et Al Jolson) – 5:01
5. A Sight for Sore Eyes – 4:40

Face B
1. Potter's Field(Paroles : Tom Waits. Musique de Bob Alcivar, chef d'orchestre et compositeur) – 8:40
2. Burma-Shave – 6:34
3. Barber Shop – 3:54
4. Foreign Affair – 3:46

## Musiciens
- Gene Cipriano – clarinette sur "Potter's Field"
- Jim Hughart – basse
- Shelly Manne – batterie
- Bette Midler – chant sur I Never Talk to Strangers
- Jack Sheldon – trompette
- Frank Vicari – saxophone ténor
- Tom Waits – piano, chant